# Voetbalkampioenschap van Jeetze 1925/26
In 1925/26 werd het derde voetbalkampioenschap van Jeetze gespeeld, dat georganiseerd werd door de Midden-Duitse voetbalbond. 
VfB 07 Klötze werd kampioen en plaatste zich voor de Midden-Duitse eindronde. De club verloor meteen van Hertha 1909 Wittenberge.
Dit jaar mocht ook de vicekampioen naar een aparte eindronde, waarvan de winnaar nog kans maakte op de nationale eindronde. Salzwedel versloeg FC Viktoria 1909 Stendal en verloor dan van Cricket-Viktoria Magdeburg. 

## Gauliga
| Plaats | Club                   | Wed. | W | G | V | Saldo | Ptn. |
| ------ | ---------------------- | ---- | - | - | - | ----- | ---- |
| 1.     | VfB 1907 Klötze        | 8    | 6 | 1 | 1 | 13:3  | 22:2 |
| 2.     | FC 1909 Salzwedel      | 7    | 5 | 0 | 2 | 17:14 | 10:4 |
| 3.     | SuS 1924 Salzwedel     | 8    | 4 | 1 | 3 | 17:10 | 9:7  |
| 4.     | SV Wustrow             | 8    | 3 | 0 | 5 | 22:30 | 6:10 |
| 5.     | FC Eintracht Salzwedel | 7    | 0 | 0 | 7 | 6:27  | 0:14 |

|  | Kampioen, geplaatst voor Midden-Duitse eindronde           |
|  | Geplaatst voor Midden-Duitse eindronde voor vicekampioenen |
|  | Degradatie                                                 |